# Halls Gap
Halls Gap – miasto w Australii, w stanie Wiktoria.